# Robert Henriques
Robert Martin Henriques (født 14. december 1858 i København, død 29. december 1914 på Frederiksberg) var en dansk cellist, musikanmelder og komponist. Han var langt ude i familie med violinisten og komponisten Fini Henriques.
I barndomshjemmet kom flere af tidens fremtrædende musikpersoner, bl.a. Edvard Grieg og Anton Rubinstein. Robert Henriques uddannedes som cellist af Fritz Bendix og Franz Neruda og senere i Tyskland af Friedrich Grützmacher og David Popper og i musikteori af Edmund Kretschmer. Efter hjemkomsten optrådte han som solist og tog aktivt del i Københavns musikliv bl.a. som medstifter af foreningerne G-Dur og Symphonia og i nogle år som dirigent for Akademisk orkester. I 1887 fik han Det anckerske Legat. 
Efter han forgæves kort før 1890 havde søgt en plads som cellist i Det Kongelige Kapel ophørte hans komponistvirksomhed, og i stedet blev han en indflydelsesrig skribent i hovedstadens musikliv. Han var musikanmelder ved flere aviser og holdt en ret skarp, men velunderbygget tone i sine artikler. 

## Musik
- op. 2 Akvareller (orkestersuite – Gnomentanz)
- op. 5 Tre charakterstykker (cello og klaver)
- op. 8 Tre Melodier i Moll til Texter af John Paulsens
- op. 9 Lose Blätter (klaver)
- op. 10 Tarantelle (cello og orkester/klaver)
- op. 11 Miniatures (kaver)
- op. 12 Sange
- op. 15 Pastels (klaver)
- op. 16 Suite for obo og orkester
- op. 18 I Ny og Næ (sange)
- op. 21 Illustration
- op. 22 Tre melodier (sange af Ludvig Holstein)
- op. 23 Dæmpede Melodier (cello?)
- Olaf Trygvason (orkester)
- Pierrette (klaver)
- Grænsefolk (skuespil 1897)
- Sang for Kvindelig Fremskridtsforening
- Viser om dyrehaven
- Sange om Danmark